# Stary Wieruszów
Stary Wieruszów – dawne miasto, położone na terenie współczesnego miasta Wieruszów, uzyskało lokację miejską przed 1302 rokiem, zdegradowane przed 1425 rokiem.